# Симукаппу
Симукаппу (яп. 占冠村 Симукаппу-мура) — село в Японии, находящееся в уезде Юфуцу округа Камикава губернаторства Хоккайдо. Площадь села составляет 571,31 км², население — 1212 человек (30 июня 2014), плотность населения — 2,12 чел./км².

## Географическое положение
Село расположено на острове Хоккайдо в губернаторстве Хоккайдо. С ним граничат город Юбари и посёлки Минамифурано, Биратори, Хидака, Мукава.

## Население
Население села составляет 1212 человек (30 июня 2014), а плотность — 2,12 чел./км². Изменение численности населения с 1980 по 2005 годы:
| 1980 | 1601 чел. |  |
| 1985 | 2097 чел. |  |
| 1990 | 2721 чел. |  |
| 1995 | 2104 чел. |  |
| 2000 | 1873 чел. |  |
| 2005 | 1819 чел. |  |